# Estação da Venda Nova
Venda Nova é uma estação do Metro do Porto situada na freguesia de Rio Tinto, no concelho de Gondomar. É a sexta estação de metropolitano no território gondomarense.